# Gornjak Rudny
Der HK Gornjak Rudny (russisch ХК Горняк Рудный) ist eine Eishockeymannschaft aus dem kasachischen Rudny. Der Verein wurde 2000 gegründet und nimmt an der Kasachischen Meisterschaft teil.

## Geschichte
Der Verein wurde im Jahr 2000 gegründet und nimmt seitdem an der Kasachischen Meisterschaft teil. In der Saison 2007/08 gelang die erstmalige Qualifikation für die zweite Runde. Dort erreichte die Mannschaft hinter Barys Astana den Vizemeistertitel. Aufgrund des Wechsels von Astana in die Kontinentale Hockey-Liga übernahm Rudny deren Platz in der zweiten Runde des IIHF Continental Cup 2008/09. Dort schied die Mannschaft nach drei Niederlagen jedoch vorzeitig aus. Zudem spielte die Mannschaft von 2003 bis 2009 in der drittklassigen russischen Perwaja Liga.

## Erfolge
- Kasachischer Pokalsieger: 2010

## Bekannte ehemalige Spieler
- Jewgeni Fadejew (2003–2005)
- Jewgeni Konobri (2004–2006)